# Atuntsea hoenei
Atuntsea hoenei är en fjärilsart som beskrevs av Emilio Berio 1976/77. Atuntsea hoenei ingår i släktet Atuntsea och familjen trågspinnare. Inga underarter finns listade i Catalogue of Life.